# Lutjerijp
Lutjerijp est un hameau qui fait partie de la commune de Loppersum dans la province néerlandaise de Groningue.